# Monti Simbruini ed Ernici
Monti Simbruini ed Ernici este o arie protejată (arie de protecție specială avifaunistică — SPA) din Italia întinsă pe o suprafață de 52.099 ha, integral pe uscat.

## Localizare
Centrul sitului Monti Simbruini ed Ernici este situat la coordonatele 41°47′34″N 13°20′06″E / 41.79285°N 13.334958°E.

## Înființare
Situl Monti Simbruini ed Ernici a fost declarat arie de protecție specială avifaunistică în septembrie 1996 pentru a proteja 33 de specii de animale.

## Biodiversitate
Situată în ecoregiunea mediteraneană, aria protejată conține 16 habitate naturale: Galerii de Salix alba și de Populus alba, Izvoare petrifiante cu formare de travertin (Cratoneurion), Peșteri inaccesibile publicului, Formațiuni de Juniperus communis pe lande sau pajiști calcaroase, Păduri de Quercus ilex și Quercus rotundifolia, Cursuri de apă de la nivel de câmpie la nivel montan, cu vegetație Ranunculion fluitantis și Callitricho-Batrachion, Formațiuni ierboase bogate în specii de Nardus, dezvoltate pe substraturi silicioase în zone montane (și în zone submontane, în Europa continentală), Pajiști alpine și subalpine calcaroase, Pante stâncoase calcaroase cu vegetație casmofită, Păduri de fag din Apenini cu Taxus și Ilex, Liziere de ierburi înalte hidrofile de câmpie și de nivel montan până la alpin, Păduri pe pante, grohotișuri și ravene de Tilio-Acerion, Pajiști alpine și boreale, Pajiști uscate seminaturale și facies de acoperire cu tufișuri pe substraturi calcaroase (Festuco-Brometalia) (* situri importante pentru orhidee), Lespezi calcaroase, Grohotișuri calcaroase și de șisturi calcaroase de la nivelul montan până la nivelul alpin (Thlaspietea rotundifolii).
La baza desemnării sitului se află mai multe specii protejate:
- păsări (14): pescăruș albastru (Alcedo atthis), potârnichea de stâncă (Alectoris graeca graeca), fâsă-de-câmp (Anthus campestris), acvilă de munte (Aquila chrysaetos), caprimulg (Caprimulgus europaeus), ciocănitoare cu spate alb (Dendrocopos leucotos), șoim călător (Falco peregrinus), muscar-gulerat (Ficedula albicollis), sfrâncioc roșiatic (Lanius collurio), ciocârlie de pădure (Lullula arborea), gaia neagră (Milvus migrans), viespar (Pernis apivorus), Pyrrhocorax pyrrhocorax, Tachymarptis melba
- amfibieni (3): Bombina pachypus, Salamandrina terdigitata, Triturus carnifex
- mamifere (9): liliac cârn (Barbastella barbastellus), lupul (Canis lupus), liliac cu aripi lungi (Miniopterus schreibersii), liliac cu picioare lungi (Myotis capaccinii), liliac comun (Myotis myotis), liliacul mediteranean cu potcoavă (Rhinolophus euryale), liliacul mare cu potcoavă (Rhinolophus ferrumequinum), liliacul mic cu potcoavă (Rhinolophus hipposideros), urs brun (Ursus arctos)
- nevertebrate (5): Austropotamobius pallipes, croitorul mare al stejarului (Cerambyx cerdo), Euplagia quadripunctaria, Melanargia arge, Rosalia alpina
- pești (1): cicar (Lampetra planeri)
- reptile (1): șarpele cu patru dungi (Elaphe quatuorlineata)

Pe lângă speciile protejate, pe teritoriul sitului au mai fost identificate 19 specii de plante, 1 specie de păsări, 4 specii de amfibieni, 6 specii de mamifere, 2 specii de nevertebrate, 1 specie de reptile.